# Конан Симеријанац
Конан Симеријанац или Конан Варварин (енгл. Conan the Cimmerian, према називу своје отаџбине, Симерије) јесте измишљени лик који се често доводи у везу са поджанром low fantasy, односно мач и магија, који је такође познат под називом херојска фантастика. Сматра се најпознатијим фиктивним варварином и уопште једном од најпознатијих и најпрепознатљивијих икона у савременој популарној култури.
Лик којег је створио амерички писац Роберт Ервин Хауард 1932. године у серији „петпарачких прича“ које су објављиване у часопису Weird Tales, до сада се појавио у лиценцираним књигама, стриповима, филмовима, телевизијским програмима и видео-играма, што је допринело његовој дуготрајној популарности.